# ان‌جی‌سی ۵۸۲۰
ان‌جی‌سی ۵۸۲۰ یک کهکشان است.